# أسل كستنائي
أسل كستنائي (الاسم العلمي: Juncus castaneus) نوع نباتي يتبع جنس الأسل وينتمي إلى الفصيلة الأسلية.